# Distrito histórico de Fort Dale-College Street
El distrito histórico de Fort Dale-College Street es un distrito histórico ubicado en Greenville, Alabama, Estados Unidos.

## Descripción
El distrito contiene las residencias acomodadas más antiguas de Greenville, que datan de la década de 1850. En la venta inicial de tierras federales después de la Guerra Creek, William Dunklin reclamó el área que se convirtió en el noroeste de Greenville. Dunklin vendió el área a William Burnette, quien comenzó a parcelar la tierra para venderla y dársela a los miembros de su familia. La hija y el yerno de Burnette construyeron una casa de estilo neogriego con columnas corintias en 1857. Quedan algunas otras casas anteriores a la Guerra de Secesión, y la construcción continuó después de la guerra, incluido un edificio escolar que luego se convirtió en una casa. La mayoría de las primeras residencias eran grandes y estaban construidas en los estilos neogriego, segundo imperio y neocolonial británico. A partir del siglo XX, comenzaron a surgir bungalows y cabañas en lotes más pequeños. Una de las construcciones posteriores en el distrito es una casa de estilo neocolonial español, construida en 1928.
El distrito fue incluido en el Registro Nacional de Lugares Históricos en 1986.